# Kärraån
Kärraån är ett 8 kilometer långt vattendrag som har sin mynning i Uddevalla där den mynnar i Skagerrak.